# Ecca Vandal
Ecca Vandal est une autrice-compositrice-interprète et rappeuse sri-lankais d'origine, devenue sud-africaine et australienne. 

## Jeunesse
Ecca Vandal naît à Louis Trichardt, en Afrique du Sud, de parents réfugiés tamouls sri-lankais. Lorsqu'elle est enfant, ses parents choisissent de quitter l'Afrique du Sud avec Ecca et ses sœurs aînées et déménagent à Melbourne en Australie. 
Elle grandit en écoutant de la musique gospel et raconte s'être «  plongée dans la collection de disques de sa sœur, soul, hip hop et R'n'B des années 1990. Et puis, elle devient obsédée par la musique jazz ». Elle étudie les arts créatifs au Victorian College of the Arts.

## Carrière musicale

### 2013–2016: lancement
En juillet 2015, elle joue à Splendour in the Grass.

### 2017 à 2024: premier album éponyme
Le 20 octobre, Ecca Vandal sort son premier album éponyme. Thomas Smith, de NME, attribue à l'album une note de 4 étoiles sur 5. 
En 2019, Ecca Vandal apparaît sur le nouvel album de Hilltop Hoods, The Great Expanse, en tant qu'artiste invitée, sorti en février. Elle apparaît sur les morceaux Be Yourself aux côtés de l'artiste vedette Nyassa et Exit Sign aux côtés de l'artiste vedette Illy. Le 10 juillet, Vandal est présente sur le single In My Mind d'Alice Ivy.

## Influences musicales
Ses influences oscillent entre punk et hip-hop.

## Discographie

### Albums studio
| Titre       | Détails de l'album |
| ----------- | --- |
| Ecca Vandal | - Sortie : 20 octobre 2017 - label : Dew Process, Island (Royaume-Uni) - Format : CD, vinyle LP, téléchargement numérique |

### EP
| Titre       | Détails du PE                                                                                              |
| ----------- | --- |
| End of Time | - Sortie : 29 janvier 2016 - Label : Processus de rosée - Format : CD, EP vinyle, téléchargement numérique |

### Singles

#### En tant qu'artiste principale
| Titre                      | Année | Album             |
| -------------------------- | ----- | ----------------- |
| "White Flag"               | 2014  | non-album singles |
| "Father Hu$$la"            | 2015  | non-album singles |
| "Battle Royal"             | 2015  | End of Time       |
| "End of Time"              | 2015  | End of Time       |
| "Broke Days, Party Nights" | 2017  | Ecca Vandal       |
| "Future Heroine"           | 2017  | Ecca Vandal       |
| "Price of Living"          | 2017  | Ecca Vandal       |

#### En tant qu'artiste invitée
| Titre                                                                                | Année | Meilleurs place dans les charts | Certifications (en) | Album                  |
| Titre                                                                                | Année | AUS                             | Certifications (en) | Album                  |
| ------------------------------------------------------------------------------------ | ----- | ------------------------------- | ------------------- | ---------------------- |
| "Oblivion" (Moonbase Commander featuring Ecca Vandal)                                | 2016  | –                               |                     | Orthodox               |
| "Happy Birthday, Lisa" (Dan Cribb featuring Ecca Vandal)                             | 2017  | –                               |                     | Worst Tribute Ever     |
| "I Know How It Goes" (Nina Las Vegas featuring Vera Blue & Ecca Vandal)              | 2018  | –                               |                     | Lucky Girl             |
| "Place of Dreams" (Birdz (en) featuring Ecca Vandal)                                 | 2018  | –                               |                     | Place of Dreams        |
| "Exit Sign (en)" (Hilltop Hoods featuring Illy & Ecca Vandal)                        | 2019  | 16                              | - ARIA: 6× Platinum | The Great Expanse (en) |
| "In My Mind" (Alice Ivy featuring Ecca Vandal)                                       | 2019  | –                               | - ARIA: Gold        | Don't Sleep (en)       |
| "Rell, the Iron Maiden" (Riot Games, featuring Ecca Vandal)                          | 2020  | _                               |                     |                        |
| "Decay" (Void of Vision, featuring Ecca Vandal)                                      | 2021  | _                               |                     | Hyperdaze (Redux)      |
| "—" concerne un enregistrement qui n'a pas été classé ou réalisé dans ce territoire. |       |                                 |                     |                        |

#### Autres apparitions
| Titre         | Année | Artiste(s)                               | Album |
| ------------- | ----- | ---------------------------------------- | ----- |
| "Be Yourself" | 2019  | Hilltop Hoods avec Ecca Vandal et Nyassa |       |

### Clips
| Titre                                    | Année | Réalisation                  |
| ---------------------------------------- | ----- | ---------------------------- |
| "White Flag"                             | 2014  | Andrew Stalph Richard Buxton |
| "Battle Royal"                           | 2015  | Andrew Stalph Richard Buxton |
| "Father Hu$$la"                          | 2015  | Andrew Stalph Richard Buxton |
| "End of Time"                            | 2015  | Matthew Chuang               |
| "Truth to Trade"                         | 2016  | Richard Buxton               |
| "Broke Days, Party Nights"               | 2017  | Richard Buxton Sean McDonald |
| "Future Heroine"                         | 2017  | Ecca Vandal Indoor Fountains |
| "Your Orbit" (featuring Sampa the Great) |       |                              |

## Prix et nominations

### National Live Music Awards
Les National Live Music Awards (NLMAs) sont une cérémonie australienne de remise de prix de spectacles d'artistes australiens qui a débuté en 2016
| Année | Travail nommé | Catégorie                                   | Résultat   |
| ----- | ------------- | ------------------------------------------- | ---------- |
| 2018, | Ecca Vandal   | Best Live Act of the Year - People's Choice | Nomination |